# Pionniers de Touraine 2000
Questa voce raccoglie le informazioni riguardanti i Pionniers de Touraine nelle competizioni ufficiali della stagione 2000.

## Conference Ouest 2000

### Stagione regolare
| 26 marzo 2000 1ª giornata | Caïmans72 du Mans | 0 – 6 | Pionniers de Touraine |  |

| 26 marzo 2000 1ª giornata | Pionniers de Touraine | 6 – 16 | Yankees Angers |  |

| 16 aprile 2000 2ª giornata | Conquérants de Caen | 20 – 8 | Pionniers de Touraine |  |

| 16 aprile 2000 2ª giornata | Dockers de Nantes | 7 – 6 | Pionniers de Touraine |  |

### Playoff
| 28 maggio 2000 Semifinale | Dockers de Nantes | v – p (a tavolino) | Pionniers de Touraine |  |

## Statistiche di squadra
| Competizione      | %Vittorie | In casa | In casa | In casa | In casa | In casa | In casa | In trasferta | In trasferta | In trasferta | In trasferta | In trasferta | In trasferta | Totale | Totale | Totale | Totale | Totale | Totale |
| Competizione      | %Vittorie | G       | V       | N       | P       | Pf      | Ps      | G            | V            | N            | P            | Pf           | Ps           | G      | V      | N      | P      | Pf     | Ps     |
| ----------------- | --------- | ------- | ------- | ------- | ------- | ------- | ------- | ------------ | ------------ | ------------ | ------------ | ------------ | ------------ | ------ | ------ | ------ | ------ | ------ | ------ |
| Stagione regolare | .250      | 1       | 0       | 0       | 1       | 6       | 16      | 3            | 1            | 0            | 2            | 20           | 27           | 4      | 1      | 0      | 3      | 26     | 43     |
| Totale            | .250      | 1       | 0       | 0       | 1       | 6       | 16      | 3            | 1            | 0            | 2            | 20           | 27           | 4      | 1      | 0      | 3      | 26     | 43     |